# Alois Ier
 (février 2019).
Si vous disposez d'ouvrages ou d'articles de référence ou si vous connaissez des sites web de qualité traitant du thème abordé ici, merci de compléter l'article en donnant les références utiles à sa vérifiabilité et en les liant à la section « Notes et références ».
Alois Ier de Liechtenstein, né en 1759, mort en 1805, est prince de Liechtenstein de 1781 à 1805.

## Biographie

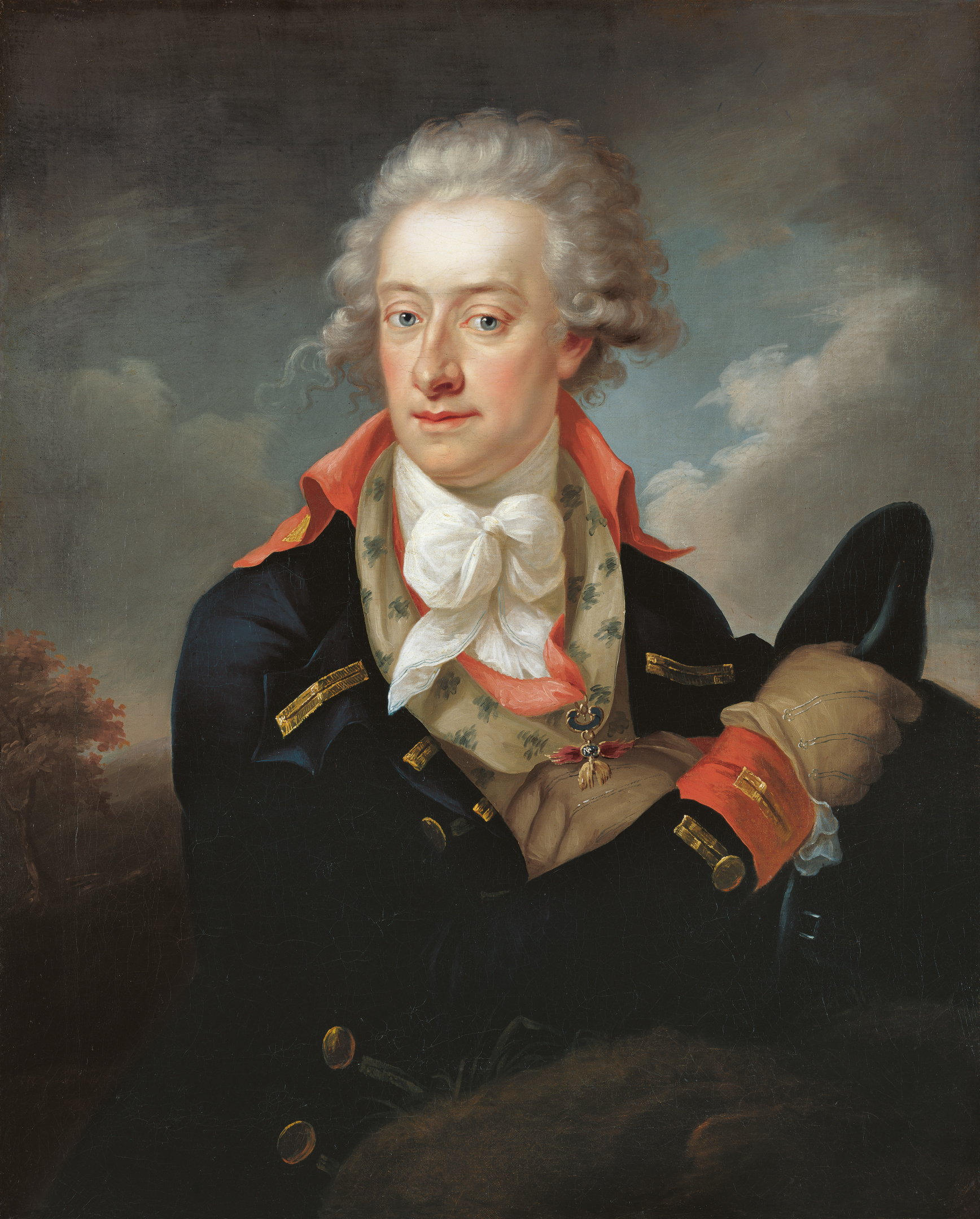
Le Prince Alois Ier de Liechtenstein.

Fils de François-Joseph Ier de Liechtenstein et de la comtesse Leopoldine von Sternberg.
En 1783, il épouse la comtesse Caroline de Manderscheid-Blankenheim (1768-1831), union qui demeure sans postérité.

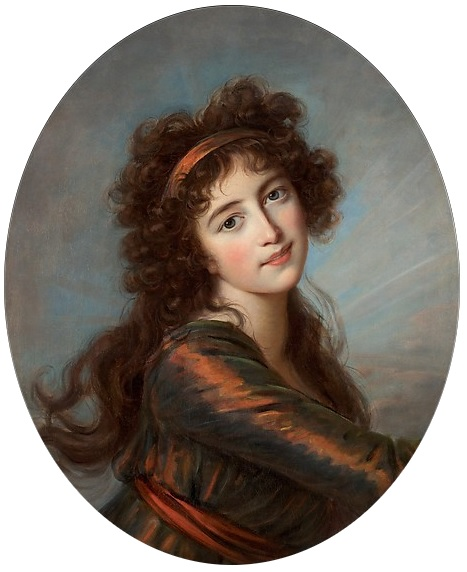
La Princesse du Liechtenstein
en Iris, 1793
par Élisabeth Vigée Le Brun
Collection particulière

Pendant son règne (1781-1805), il vit l'invasion du Liechtenstein par les troupes françaises commandées par André Masséna (1799). Son frère Jean Ier lui succéda en 1805. Alois Ier n’avait pas d’enfants.